# Ling Jian
Ling Jian (chinesisch 凌健, Pinyin Líng Jiàn; * 1963 in Weifang, Provinz Shandong, Volksrepublik China) ist ein chinesischer Künstler und gilt als bedeutender Vertreter der Neuen Chinesischen Kunst.

## Leben

### Ausbildung - Umzug in den Westen
In den 1980er Jahren studierte Ling Jian Kunst an der Quinghua Universität in Peking. Er verdiente sein Geld u. a. als Maler von Filmplakaten und Großprospekte für Kinos.
1986 machte er seinen akademischen Abschluss.
Die 1990er Jahre verbrachte der Künstler im deutschsprachigen Europa vorwiegend in Wien und Hamburg. In der österreichischen Hauptstadt entstand eine persönliche Nähe zum Maler Ernst Fuchs, dem Gründer der Wiener Schule des Phantastischen Realismus. In Hamburg und weiteren deutschen Großstädten war Jian schöpferisch tätig und bestritt erste Werkausstellungen mit eigenen Gemälden und Installationen.
In der ersten Dekade des aktuellen Jahrtausends verlegte Jian seinen Lebensmittelpunkt zurück nach China, ohne eine feste Verbindung zu Deutschland, vornehmlich Berlin, aufzugeben. Zeitgleich verbreitete sich Jians Bekanntheit zunächst in Europa, dann in die USA und von Peking ausgehend im gesamten asiatischen Raum.
Der Künstler lebt und arbeitet vorwiegend in Peking.

### Zurück in China
Nachdem Ling zurück nach China gekehrt ist, sieht er seine Heimat im Kontext seiner Welterfahrung. Für ihn ist die innere Welt zur äußeren geworden. Das daraus resultierende, künstlerische Ergebnis katapultiert ihn in den internationalen Diskurs.
Vermutlich entwickelt sich hieraus das große, weltweite Interesse an Ling Jians Gemälden.
Heimat bedeutet für Ling Jian nicht nur Zuflucht, sondern auch Bühne.
Seine Verbindung mit der so genannten Neuen Chinesischen Kunst ist unverkennbar und in bedeutendem Maße durch ihn geprägt.

## Werk

### Beschreibung
In Ling Jians Schaffen fusionieren die Mittel asiatischer und westlicher Kulturen. Sie ergeben eine universelle Aussage.
Ling Jians Pop-Art speist sich aus alten angloamerikanischen sowie neuen sinojapanischen Quellen (Zeitschriften, Werbung, Kino) und mischt sich auf dramatisch-kritische Weise mit seinen Kindheitserinnerungen, die aus er in einem anti-pop geprägten Umfeld machte. Zwanzig Jahre seines Lebens war der gebürtige Chinese intensiv westlichen Kunst- und Lebenseinflüssen ausgesetzt. Unübersehbar zeigen seine das Spannungsspektrum zwischen Wahrheit und Inszenierung.

### Pop-Surrealismus heute – inspiriert durch den Surrealismus Dalís
Mit Blick auf Dalís Selbstinszenierung präsentiert Ling Jian in seinem Gemälde Dalí by Ling Jian Salvador Dalí im Zentrum, flankiert von seiner Frau Gala (Muse) und Ernst Fuchs (quasi Dalís nachfolgender Malerfreund), dazwischen Repräsentanten des existentiellen – sprich monetären – Apparates wie Galeristen, persönliche Referenten und ein Museumsdirektor. Die Szene stellt einen Moment während einer Museumseröffnung dar. Skurrilerweise eröffnete Dalí seine Museen viele Male. Und man darf auch hier davon ausgehen, dass es nicht die Ersteröffnung ist. (Später tatsächlich bestätigt durch Ernst Fuchs). Jian zeigt, wie Dalí die lebensnotwendige Aufmerksamkeit für sein Werk evoziert, das dieser zugleich mit größtem Interesse zu bestaunen scheint.
In Ling Jians Werken wirkt Dalís Surrealismus nach. Jian nutzt seine außerordentliche Fähigkeit, bestechend realistisch malen zu können, Personen und Objekte zu kombinieren, bzw. zu verfremden, um damit eine Aussage über die Wahrheit von Leid und Schönheit herzustellen.
Jian malt unter anderem junge, attraktive Asiatinnen und kombiniert ihre fast makellose Anmut mit den Symbolen ihrer teilweise brutalen oder hohlen, sozialen Umstände. Der Künstler sagt dazu: „Die kalte Haut der Damen in meiner Malerei symbolisiert ein hohes Maß an spiritueller Gleichgültigkeit und Melancholie, die bei einer Idealisierung verschwinden würden.“ (Zitat laut offizieller Homepage)
Lings Kunst schafft eine Kontinuität zwischen den kulturellen Polen des Westens und des Ostens. Sie lokalisiert sich selbst unbestimmt dazwischen und zeigt durch seine künstlerische Art und Weise eine faszinierende Mischung des Geistes.
Auch gilt Lings aktuelles Schaffen als anklagender Kommentar gegen die Knechtschaft des Materialismus, die mehr noch in China als im Westen soweit führt, dass Frauen ihre Körper künstlich dem jeweiligen Modegeschmack anpassen.
Seine Kunst beeinflusst nicht nur die Neue Chinesische Kunst, sondern auch die internationale, zeitgenössische Kunst im Allgemeinen.

## Kritik
Kritisiert wird bei Ling Jian die Glätte seines Stils und das Ausbeuten seiner eigenen Begierde.
Der Künstler entgegnet dieser Kritik damit, dass er nicht schöpferisch tätig ist, um zu verkaufen, sondern, um Unruhe zu provozieren und den modernen Prozess der Verführung durch Bildsprache zu dekonstruieren.

## Ausstellungen

### Gruppenausstellungen
- 2006 Beaufort 2nd Triennial of Contemporary Art
- 2006 PMMK
- 2007 Hong Kong Artwalk, Schoeni Art Gallery, Hong Kong
- 2008 China Gold, Musée Maillol, Paris
- 2008 Asian Contemporary Art, Salzburg
- 2008 Rudolf Budja Galerie, Salzburg
- 2009 Max Lang Group Show, New York

### Einzelausstellungen
- 1991 Ling Jian, Lochte Gallery, Hamburg
- 1993 Ling Jian, Schwind Gallery, Frankfurt am Main
- 1995 White Room, White Room Gallery, Hamburg
- 1996 Ling Jian, Promotion Program, Art Cologne, Köln
- 1997 Ling Jian, Lochte Gallery, Hamburg
- 1999 Axis of Time, Kampnagel - Medienpark, Hamburg
- 2000 Private Journey, Asian Fine Arts Pruess & Ochs Gallery, Berlin
- 2002 Asian Fashion - Asian Vibes, Pruess & Ochs Gallery, Berlin
- 2002 Sense of Nirvana, Galerie van der Straeten, Amsterdam
- 2003 Sublime: New Works by Ling Jian, CourtYard Gallery, Peking
- 2004 Immaculate, Galerie van der Straeten, Amsterdam
- 2005 Ling Jian One-Man Show, Art RAI Amsterdam
- 2005 Chinese Visions, Artiscope Gallery, Brüssel
- 2007 The Last Idealism, Galerie Volker Diehl, Berlin
- 2007 Red anitas, Schoeni Art Gallery, Hongkong
- 2008 Red Seed, DF2 Gallery, Los Angeles
- 2008 sur-FACE : in transit Tang Contemporary Art, Bangkok
- 2009 Back to Beijing, Tang Contemporary Art, Hongkong
- 2010 Prelude to Water Melody - Moon in Glass, Today Art Museum
- 2011 Prelude to Water Melody - Moon in Glass, Ullens Center for Contemporary Art (UCCA), Peking

## Publikationen
- Ling Jian: Private Journey, Hong Kong 2000
- Jeremy Wingfield (Hrsg.): Sublime - New Works by Ling Jian, Peking 2003, Vlg. Courtyard Gallery
- Willy van den Bussche: Beaufort, Gent 2006, Vlg. Borgerhoff & Lamberigts
- Nicole Schoeni (u. a.): Red Vanitas, Hong Kong 2007, Vlg. Schoeni Art Gallery
- Volker Diehl (Hrsg.): The last idealism, Berlin 2007, Vlg. Volker Diehl Gallery
- Ling Jian: SurFace in transit, Peking 2008
- Ling Jian: Red Seed, Los Angeles 2008, Vlg. DF2 Gallery
- Ling Jian: Crouching paper, Hong Kong 2009
- Ling Jian: Back to Beijing, Hong Kong 2009
- Ling Jian: Moon in Glass, Vlg. Timezone 8 Ltd, Hong Kong 2011, ISBN 978-988-18907-6-4
- Mark Gisbourne: Ling Jian, Vlg. für moderne Kunst, Nürnberg 2014, ISBN 978-3-86984-071-0